# Alfred Edmund Barlow
Alfred Edmund Barlow, britanski general, * 11. januar 1896, † 31. december 1945, Indija.